# Landerd
Landerd est une commune des Pays-Bas de la province du Brabant-Septentrional, formée en 1994 des trois villages de Schaijk, Reek et Zeeland, autrefois communes indépendantes. L'ancienne commune de Reek avait été attachée à Schaijk le 1er juillet 1942.
Le nom vient du Landweert ou Landerd, une ancienne digue de défense de sable avec fossé, situé à Reek, datant des invasions françaises du XVIIe siècle. Le chef-lieu de la commune est Zeeland.
La commune a une vocation agricole et touristique. Les landes et les forêts de Landerd du côté du Peel ont été récemment incluses dans une zone naturelle Maashorst (horst de la Meuse) qui s'étire sur les communes de Landerd, Uden, Bernheze et Oss comme un plateau sablonneux bas entre +10 et +27 m NAP.
Pour des plus amples informations, voir les localités.

## Localités
- Reek
- Schaijk
- Zeeland